# Dottikon
Dottikon là một đô thị ở huyện Bremgarten, bang Aargau, Thụy Sĩ.

## Population history
- 1850: 713
- 1900: 722
- 1930: 1224
- 1950: 1321
- 1960: 1753
- 1970: 2462
- 1980: 2645
- 1990: 2955
- 2000: 2969